# Robert Pascarel
Pour les articles homonymes, voir Pascarel.
Pierre Robert Pascarel (né le 30 décembre 1888 à Bordeaux, et mort le 14 avril 1962 dans la même ville) est un athlète français, spécialiste du saut à la perche, du saut en longueur et du saut en hauteur.

## Biographie
Il participe au concours de saut à la perche lors des Jeux olympiques de 1908 et prend la 10e place avec une performance de 3,20 m. 
Il décroche sept médailles aux championnats de France dont un titre au saut à la perche en 1908. 
Dentiste de formation, il prend part à la Première Guerre mondiale au sein des services de santé officiant en tant que dentiste militaire.

## Palmarès
| Date | Compétition     | Lieu    | Résultat | Épreuve          | Marque |
| ---- | --------------- | ------- | -------- | ---------------- | ------ |
| 1908 | Jeux olympiques | Londres | 10e      | Saut à la perche | 3,20 m |

| Date | Compétition            | Lieu                | Résultat | Épreuve          | Marque |
| ---- | ---------------------- | ------------------- | -------- | ---------------- | ------ |
| 1906 | Championnats de France | Parc de Saint-Cloud | 3e       | Saut en hauteur  | 1,60 m |
| 1907 | Championnats de France | Paris               | 3e       | Saut à la perche | 3,00 m |
| 1908 | Championnats de France | Parc de Saint-Cloud | 3e       | Saut en hauteur  | 1,60 m |
| 1908 | Championnats de France | Parc de Saint-Cloud | 1er      | Saut à la perche | 3,25 m |
| 1908 | Championnats de France | Parc de Saint-Cloud | 3e       | Saut en longueur | 6,61 m |
| 1909 | Championnats de France | Colombes            | 2e       | Saut à la perche | 3,30 m |
| 1909 | Championnats de France | Colombes            | 2e       | Saut en longueur | 6,15 m |

## Records
| Épreuve          | Épreuve   | Marque | Lieu    | Date |
| ---------------- | --------- | ------ | ------- | ---- |
| Saut à la perche | Plein air | 3,40 m | Inconnu | 1908 |